# Хованский, Яков Иванович
Яков Иванович Хованский (около 1869 — не ранее 1915) — горный инженер, действительный статский советник, директор Горного Департамента.

## Биография
- В 1889 году окончил Горный Институт. Служил делопроизводителем Горного управления.

- В 1890 году состоял в распоряжении Управляющего горной и соляной частями в Области Войска Донского.

- С 1892 года — титулярный советник.

- В 1895 году — исполняющий делами правителя канцелярии Управляющего и заведующий горным музеумом при том же Управлении (1897).

- В 1903 году — окружной инженер Таганрогско-Макеевского горного округа.

- С 1907 года — статский советник.

- С 1910 года — начальник Горного управления Южной России.

- В 1910—1912 году — директор Горного Департамента.

- С 1913 года — действительный статский советник, член Горного совета и Горного ученого комитета.

- 25-28 ноября 1913 года член Центрального Комитета от Министерства Торговли и Промышленности VII съезда членов порайонных комитетов по регулированию массовых перевозок грузов по железной дороге, состоявшегося в Санкт-Петербурге.